# Fish
Fish, nombre artístico del británico Derek William Dick (Edimburgo, Escocia, 25 de abril de 1958), es un compositor y cantante de rock progresivo, reconocido por su participación en la banda británica de rock Marillion y por su extensa carrera como músico solista.
La crítica musical ha alabado a Fish por su peculiar voz, que ha sido descrita como "diferente" y como una "confusión entre Roger Daltrey y Peter Gabriel", mientras que sus letras han sido denominadas como una "prosa poética". Fish se ubicó en la posición n.º 37 en la lista de las "grandes voces del rock" organizada por la estación radial británica Planet Rock en 2009.

## Carrera

### Inicios
Creció y fue educado en la localidad de Dalkeith, Escocia. Hijo de Robert e Isabella, Fish cursó estudios de primaria en la escuela King's Park y estudios secundarios en la preparatoria de Dalkeith. Musicalmente logró inspiración de artistas y bandas de las décadas de 1960 y 1970 como Genesis, Pink Floyd, The Moody Blues, The Kinks, T. Rex, David Bowie, Argent y The Alex Harvey Band (Fish más tarde rendiría tributo a estos artistas en su álbum de versiones Songs from the Mirror). También ha citado a la músico canadiense Joni Mitchell como una de sus principales influencias. La primera agrupación que tuvo la oportunidad de ver en vivo fue a Yes en la ciudad de Edimburgo en 1974. Además de su amor por la música, Fish era un ávido lector y sus autores favoritos eran Jack Kerouac, Truman Capote, Robert Burns y Dylan Thomas.
Fish trabajó como empleado de una gasolinera, jardinero, empleado de la Comisión de Bosques e inspector de sistemas contra incendio. Según sus propias palabras el sobrenombre "Fish" (pez) fue adquirido durante un viaje a Alemania en 1978 debido a las largas horas que pasaba leyendo en la bañera.

### Marillion
Entre 1980 y 1981 hizo audiciones como vocalista con no menos de cinco grupos británicos. En diciembre de 1980 conoció a Steve Rothery del grupo Marillion y el 15 de marzo de 1981 realizó su primera participación como vocalista del grupo en un local de Bicester. Cuando Marillion firmó un contrato de grabación con EMI en 1982, Fish comenzó a ser reconocido por el gran público, que lo comparaba con Peter Gabriel por la fuerza y acidez de su voz. La banda logró un gran éxito en las listas de éxitos del Reino Unido, especialmente en 1985 con los sencillos "Kayleigh" y "Lavender" y en 1987 con "Incommunicado". Permaneció en el grupo hasta noviembre de 1988, después del lanzamiento del álbum Clutching at Straws.

### Carrera como solista
Al año siguiente, Fish comienza una carrera como solista, presentándose en vivo en octubre de ese año. En 1990 produce su primer álbum solista (y último con EMI), titulado Vigil in a Wilderness of Mirrors. El álbum fue bien recibido, sobre todo por los seguidores de Marillion, que continuaban atentos a las letras y la voz de su exvocalista principal. A este álbum le siguieron Internal Exile en 1991 y Songs from the Mirror en 1993, con Polydor Records. Después, rompe con Polydor en marzo de 1993 y establece su propia compañía, Dick Bros Records, con la que lanza Sushi, grabado en vivo en 1994. El mismo año publica el álbum de estudio Suits, seguido de Yin & Yang en 1995. En 1997 sale al mercado Sunsets on Empire (co-compuesto y producido por Steven Wilson) y en 1998 la recopilación Kettle of Fish. El 19 de abril de 1999 se edita Raingods With Zippos, el 6 de noviembre de 2000 se lanza el acústico Acoustic Sessions Remaster y el 2 de mayo de 2001 sale al mercado Fellini Days. El 10 de diciembre de 2003 publica Field Of Crows, seguido del álbum en directo Bouillabaisse de 2005. En 2007 publica el disco 13th Star y en 2013 lanza al mercado A Feast of Consequences.

## Vida personal

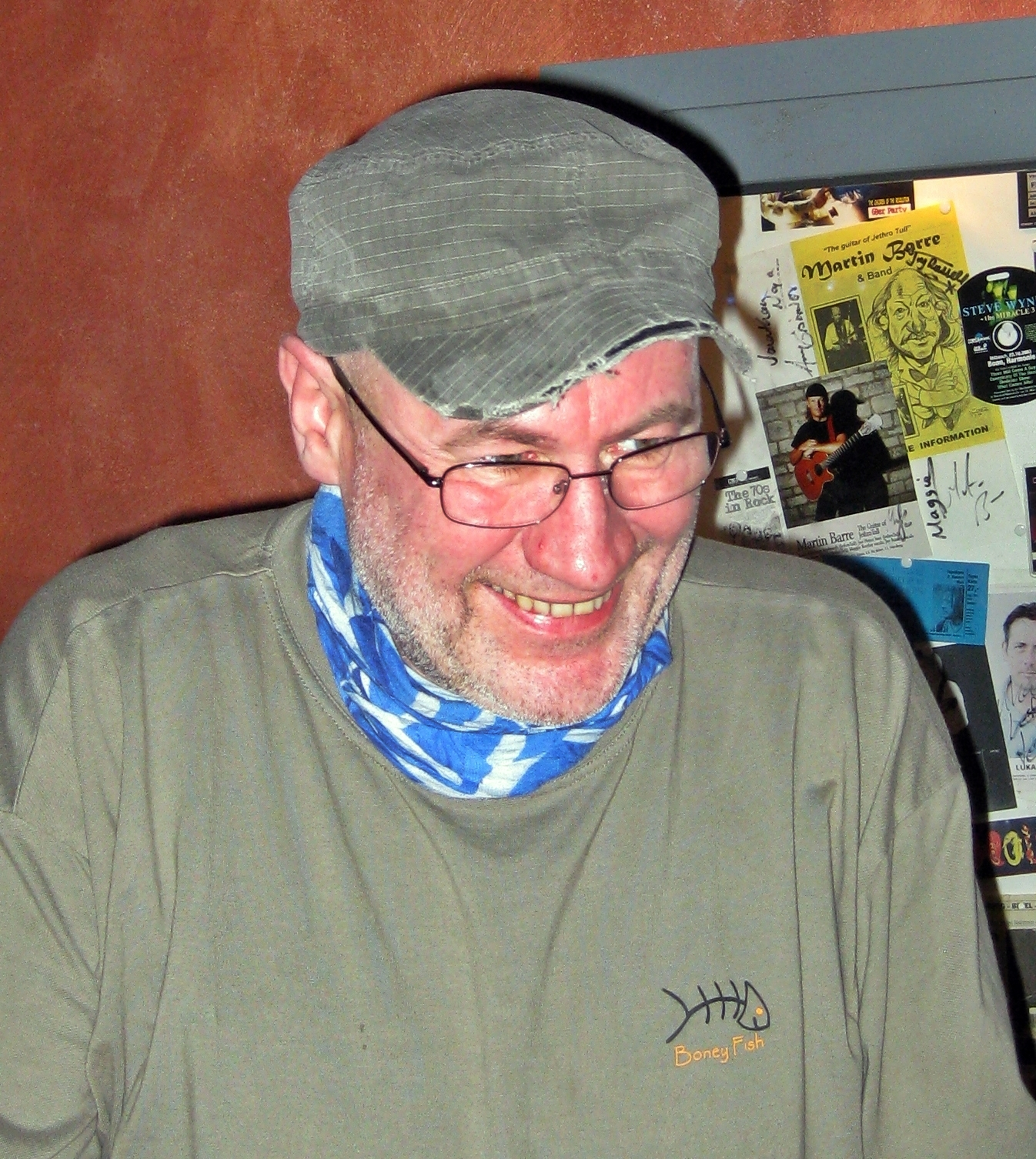
Fish en 2010.

Fish se casó con su primera esposa, Tamara Nowy, una modelo alemana que aparece en los vídeos de "Kayleigh", "Lady Nina" y "A Gentleman's Excuse Me" el 25 de julio de 1987. Tuvieron una hija, Tara Rowena, nacida el 1 de enero de 1991, quien se desempeña en la actualidad como modelo e la agencia Colours y en 2012 fue nominada como "Modelo escocesa del año". Fish y Nowy se divorciaron en 2003. Después de su divorcio con Nowy, Fish inició una relación con la cantante del grupo Mostly Autumn, Heather Findlay.
En 2008, Fish reveló que se alejaría de la música por algunos meses debido a un crecimiento celular irregular en su garganta. Finalmente se determinó que no se trataba de un tumor canceroso. Tras su alejamiento de Marillion, Fish ha visto cada año más disminuidas sus capacidades vocales. Esto se debe, entre otras cosas, a su tabaquismo.

## Músicos en directo
- Fish – Voz
- Robin Boult – Guitarras
- Steve Vantsis – Bajo, teclados
- John Beck – Teclados
- Gavin Griffiths – Batería

## Discografía

### Álbumes de estudio con Marillion
- Script for a Jester's Tear (1983)
- Fugazi (1984)
- Misplaced Childhood (1985)
- Clutching at Straws (1987)

### Álbumes de estudio
- Vigil in a Wilderness of Mirrors (1990)
- Internal Exile (1991)
- Songs from the Mirror (1993)
- Suits (1994)
- Sunsets on Empire (1997)
- Raingods With Zippos (1999)
- Fellini Days (2001)
- Field of Crows (2003)
- The Thirteenth Star (2007)
- A Feast of Consequences (2013)
- Weltschmerz (2022)

### Compilaciones
- Yang (1995)
- Yin (1995)
- Yin y Yang radio edit (1995)
- Kettle of Fish 88-98 (1998)
- Bouillabaisse (2005)

### Álbumes en vivo
1992 - There's A Guy Works Down The Chip Shop Swears He's Fish
1993 - For Whom the Bells Toll
1993 - Pigpen's Birthday
1993 - Toiling in the Reeperbahn
1994 - Acoustic Session
1994 - Sushi
1995 - Head Curry (Live Lucerne 12.11.95)
1996 - Krakow
1998 - Tales from the Big Bus
1999 - The Complete BBC Sessions
1999 - The Haddington Tapes
2000 - Candlelight in Fog
2001 - Sashimi, Live in Poznan, Poland 1999
2002 - Fellini Nights
2005 - Scattering Crows (Live at the Robin 2 Bilston, Feb 18th 2004)
2006 - Return to Childhood
2007 - Communion
2011 - Fisheads Acoustic Tour - Live in Polish Radio Three
2016 - The Moveable Feastː European Tour 2013-2015
2017 - Farewell to Childhood